# Anton Odabasi
Ozan Anton Odabasi (Espoo, 8 agosto 1995) è un ex cestista finlandese con cittadinanza turca.